# Усатый тамарин
Усатый тамарин (лат. Saguinus mystax) — вид игрунковых обезьян из рода тамаринов (Saguinus).

## Классификация
Различают три подвида:
- Saguinus mystax mystax (Spix, 1823)
- Saguinus mystax pileatus (I. Geoffroy Saint-Hilaire and Deville, 1848)
- Saguinus mystax pluto (Lönnberg, 1926)

## Описание
Усатые тамарины имеют темно-серую шерсть с характерными прядями белых волос над верхней губой, напоминающими усы. Половой диморфизм выражен слабо. Животные небольшого размера. Вес составляет в среднем 550 г для самцов и 500 г для самок.

## Распространение
Обитают на большой территории в дождевых лесах восточного Перу и западной Бразилии (штаты Акри и Амазонас).

## Образ жизни
Дневное животное, проводящее большую часть жизни на деревьях. Передвигается на четырёх конечностях, хорошо прыгает. Ищет пропитание чаще всего на высоте от 4 до 10 метров над уровнем земли, в рационе в основном фрукты, нектар, мелкие позвоночные и насекомые. Также питается древесными соками. Усатые тамарины часто образуют смешанные группы с более мелким видом Saguinus fuscicollis, которому они симпатричны.

## Размножение
Образуют семейные группы от 4 до 15 особей, в среднем 2—8. Обычно в сезон размножения только одна самка из группы приносит потомство.

## Статус популяции
В 2021 году Международный союз охраны природы присвоил этому виду охранный статус «вызывает наименьшие опасения» (англ. Least concerned). Прямых угроз виду не выявлено, животные хорошо переносят небольшое вмешательство в среду обитания, в некоторых районах ареала даже являются объектом охоты.